# 太空性愛

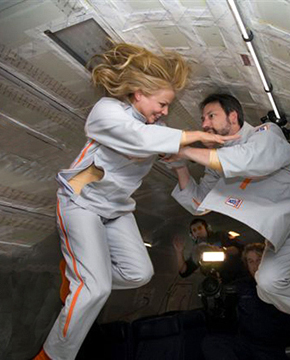
兩位測試者在微重力環境中參與雙人套装測試，畫面擷取自科學紀錄片《宇宙》於2008年9月13日推出的一集〈太空性愛〉（Sex in Space）

根據牛顿第三运动定律，人類在失重的外层空间進行性行为是十分困難的。按照該一定律，若性伴侶保持一定接觸，那麼他們的運動便會受到反作用力影響，繼而使兩方難以保持相近距離。除非他們再受到另一物體的影響，否則他们的行动將不会改变自身的速度。若性伴侶漂移到其他物体上，那麽便可能發生意外。此外亦有人把在地球以外的環境受精和妊娠視為一項重要挑戰。
随着美国国家航空航天局把定居月球定為長期使命，並訂立探索和殖民外层空间的最終目標，有關議題開始在生命科學中佔有一席之位。科学家史蒂芬·霍金於2006年得出结論，指人類未來的存活延續可能取決於能否跟外太空的極端環境抗衡。

## 生理問題
科學家表示航天活動期間的各種生理變化可能會影響人類的性和生殖。該些變化是由重力、辐射、噪音、振动、昼夜节律紊乱、压力等等多方面因素引起的。

### 重力和微重力
在地球以外進行繁殖的挑战之一在於重力加速度欠奉。地球上的生物都是在重力場1G的情況下進行繁殖和演化。因此若要在外太空進行繁殖，那麼就必須先研究它會怎樣影響哺乳動物的繁殖、宮內發育、受精、懷孕、出生、產後發育、成長照料。重力會影響脊椎动物的细胞结构和功能、器官发展、行為，繼而影響发育。此外它還會影響哺乳动物的基因表達，故此若要在地外环境進行繁殖，重力便成了不可忽略的因素。
研究者已研究了實驗動物在微重力狀態下怎樣繁殖。一項研究觀察了大鼠的有關過程。结果顯示，儘管大鼠胎兒在正常重力下發展，但一旦把已出娘胎的大鼠放到微重力環境中成長，那麼其糾錯能力便會變弱。另一項研究則觀察了小鼠在微重力下的受精情況。結果發現，雖然在正常重力和微重力環境中誕生的小鼠，都能在正常重力環境下健康成長，但微重力環境下的受精率比起正常重力為低。目前還沒有小鼠或大鼠在微重力環境下渡過整個生命週期的研究記錄。

### 雙人套裝
雙人套裝是一款經過特別設計的服裝，其能夠讓人更易在失重或低重力環境下進行低強度的性行為。它由美国小说家范娜·邦塔发明，及後成為了歷史頻道記錄片《太空中的性愛》（2008年）的探討主題。該部記錄片講述若人类在外太空遷徙和繁衍，那麽會為其帶來怎樣的影響。雙人套裝的誕生引發了一輪有關太空殖民的爭論。

### 引用
1. ↑  Monks, Keiron. . Metro. Free Daily News Group Inc./Star Media Group. 2012-04-09  [2015-06-12]. （原始内容存档于2014-11-10）.
2. 1 2  Boyle, Alan. . NBCNews.com. 2006-07-24  [2015-06-12]. （原始内容存档于2015-04-25）.
3. ↑  . Scientias.nl. 2012-04-07  [2021-08-23]. （原始内容存档于2019-03-27） （荷兰语）.
4. ↑  Monks, Kieron. . Journal Métro. 2012-04-12  [2021-08-23]. （原始内容存档于2018-06-23） （法语）.
5. ↑  Hui, Sylvia. . Space.com (Purch). Associated Press. 2006-06-13  [2009-01-03]. （原始内容存档于2008-05-11）.
6. ↑  Hui, Sylvia. . The Washington Post. 2006-06-13  [2015-03-12]. （原始内容存档于2018-12-21）.
7. ↑  Delange, Catherine. . Cosmos. 2012-05-20  [2015-06-12]. （原始内容存档于2015-06-12）.
8. ↑  Jennings, Richard T.; Santy, PATRlClA A. . Obstetrical & Gynecological Survey. 1990-01, 45 (1): 7–17. ISSN 0029-7828. doi:10.1097/00006254-199001000-00006 （英语）.
9. ↑  Ronca, April E. .  9. Elsevier. 2003: 217–251  [2021-08-23]. ISBN 978-0-444-51353-3. doi:10.1016/s1569-2574(03)09009-9. （原始内容存档于2018-06-29） （英语）.
10. ↑  B, Fritzsch; LL, Bruce. . NLM Gateway Search. ASGSB Bull. October 1995  [2014-01-25]. （原始内容存档于2011-08-09）.
11. ↑  Wakayama, Sayaka; Kawahara, Yumi; Li, Chong; Yamagata, Kazuo; Yuge, Louis; Wakayama, Teruhiko. Dey, Sudhansu Kumar , 编. . PLoS ONE. 2009-08-25, 4 (8): e6753. ISSN 1932-6203. PMC 2727478 . PMID 19707597. doi:10.1371/journal.pone.0006753 （英语）.
12. ↑  Crawford-Young, Susan J. . The International Journal of Developmental Biology. 2006, 50 (2-3): 183–191  [2021-08-23]. ISSN 0214-6282. PMID 16479487. doi:10.1387/ijdb.052077sc. （原始内容存档于2020-08-21） （英语）.
13. 1 2  . Femail.com.au. 2012-08-19  [2015-06-12]. （原始内容存档于2015-03-22）.
14. ↑  . . 第3季. 2008-12-02. History Channel.
15. ↑  History Channel to air special on 'sex in space' （页面存档备份，存于） New Scientist 2008-12-17
16. ↑  . The L Magazine. 2012-10-04  [2021-08-23]. （原始内容存档于2015-06-12） （美国英语）.
17. ↑  Schwartz, Marty. . The Paltry Sapien. 2012-12-16  [2020-10-09]. （原始内容存档于2014-11-10）.

## 外部連結
- Adventures in Space, The Zero-G Spot.OUTSIDE Magazine.2006
- Outer-space sex carries complications （页面存档备份，存于）.MSNBC.2006-07-24.
- Space sex hoax rises again （页面存档备份，存于）
- Pregnancy in Space Seems Possible
- Astronauts test sex in space - but did the earth move? （页面存档备份，存于） The Guardian 2000-02-24
- Virgin Galactic rejects $1 million space porn （页面存档备份，存于）.MSNBC.2008-10-02
- Has anyone ever had sex in space? （页面存档备份，存于） from The Straight Dope by Cecil Adams, 1997-02-28.
- Inspiration Mars （页面存档备份，存于）
- From Russia... with Love (propaganda-style interview with Russian "space procreation" specialist)